# Popély Árpád
Popély Árpád (Pozsony, 1970. július 24. –) szlovákiai magyar történész, egyetemi oktató, a Fórum Intézet munkatársa, Popély Gyula történész fia.

## Élete
A pozsonyi magyar gimnáziumban érettségizett 1988-ban, majd a Comenius Egyetem Bölcsészettudományi Karán szerzett magyar–történelem szakos tanári oklevelet 1993-ban. Ezután a pozsonyi Duna utcai gimnáziumban tevékenykedett. 2003-ban az Eötvös Loránd Tudományegyetemen doktorált. 1997 és 2002 között a pozsonyi magyar gimnázium tanára volt, majd 2002-től a Fórum Kisebbségkutató Intézet tudományos munkatársa lett. 2010-től a komáromi Selye János Egyetem Tanárképző Kara történelem tanszékének adjunktusa.
Kutatási területe elsősorban a szlovákiai magyarság második világháború utáni története. Ezen belül elsősorban Csehszlovákia nemzetiségi politikája, a csehszlovák–magyar lakosságcsere, a csehországi deportálás és a reszlovakizáció története.

## Elismerései
- 2006 Posonium Irodalmi Díj Elsőkötetes Szerzői Díja

## Művei

### Könyvek, könyvfejezetek
- A (cseh)szlovákiai magyarság történeti kronológiája 1944–1992. Fórum Kisebbségkutató Intézet (Nostra Tempora sorozat 13.), Somorja, 2006, ISBN 80-89249-03-5, 706 p
- Iratok a csehszlovákiai magyarság 1948–1956 közötti történetéhez I. – Spisy k dejinám Maďarov v Československu v rokoch 1948 – 1956 I. Somorja., Fórum Kisebbségkutató Intézet, 2008, ISBN 9788089249237, 430 p
- 1968 és a csehszlovákiai magyarság. Fontes Historiae Hungarorum 3. Somorja. 2008, ISBN 9788089249206, 468 p
- A rendszerváltás és a csehszlovákiai magyarok (1989–1992), Fórum Kisebbségkutató Intézet, 2009, ISBN 9788089249282, 839 p (társszerk. Simon Attila)
- Fél évszázad kisebbségben – Fejezetek a szlovákiai magyarság 1945 utáni történetéből., Fórum Kisebbségkutató Intézet, 2014, ISBN 9788089249732, 326 p
- Iratok a csehszlovákiai magyarság 1948–1956 közötti történetéhez II., 2014
- Két választás Csehszlovákiában. 2019.
- A magyar–szlovák kapcsolatok válságos évtizede (1938–1948) Archiválva 2016. március 4-i dátummal a Wayback Machine-ben
- Lakosságcsere és reszlovakizáció

### Cikkek folyóiratokban
- 2007 A szlovákiai magyar pártlap és 1956. In: Hodossy Gyula (szerk.): Vámbéry Antológia. Dunaszerdahely, 143–149. o.
- 2008 Csehszlovák–magyar lakosságcsere: a magyarországi áttelepítésre kijelölt szlovákiai magyarok kiválasztása. In: Fedinec Csilla (szerk.): Értékek, dimenziók a magyarságkutatásban. Budapest, 202–207. o.
- 2008 A prágai tavasz és a csehszlovákiai magyarság. In: Kisebbségkutatás 2008/4, 642–661. o.
- 2010 A csehszlovákiai magyarság és a rendszerváltás éve Budapestről nézve. In: Fórum Társadalomtudományi Szemle 2010/3, 3–28. o.
- 2010 A lakosságcsere területi szempontjai és etnikai következményei. In: Szederjesi Cecília (szerk.): „Vonatok északnak és délnek”. A második világháborút követő szlovák–magyar lakosságcsere története és következményei. Salgótarján, 66–93. o.